# Hungría en los Juegos Olímpicos de Lake Placid 1932
Hungría estuvo representada en los Juegos Olímpicos de Lake Placid 1932 por un total de 4 deportistas que compitieron en patinaje artístico.  
El portador de la bandera en la ceremonia de apertura fue el patinador artístico László Szollás.

## Medallistas
El equipo olímpico húngaro obtuvo las siguientes medallas:
| Nombre                       | Deporte            | Competición |
| ---------------------------- | ------------------ | ----------- |
| Oro                          |                    |             |
| —                            |                    |             |
| Plata                        |                    |             |
| —                            |                    |             |
| Bronce                       |                    |             |
| Emília Rotter László Szollás | Patinaje artístico | Parejas     |